# Oudrenne
Oudrenne est une commune du Nord-Est de la France, dans le département de la Moselle, près de Sierck-les-Bains et de Thionville.
Ses habitants sont les Oudrennois.

## Géographie
Oudrenne et Lemestroff sont situées dans une vallée latérale de la Moselle. Breistroff-la-Petite est situé dans une vallée latérale de la Canner.

### Communes limitrophes
| Kœnigsmacker | Kerling-lès-Sierck |          |
| Elzange      | Oudrenne           | Monneren |
| Inglange     | Budling            | Veckring |

### Écarts et lieux-dits
- Lemestroff, Breistroff-la-Petite

### Hydrographie
La commune est située dans le bassin versant du Rhin au sein du bassin Rhin-Meuse. Elle est drainée par le ruisseau d'Oudrenne, le ruisseau le Klarweis et le ruisseau le Schammel.
Le ruisseau d'Oudrenne, d'une longueur totale de 13,3 km, prend sa source dans la commune et se jette dans la Moselle à Malling, après avoir traversé trois communes.

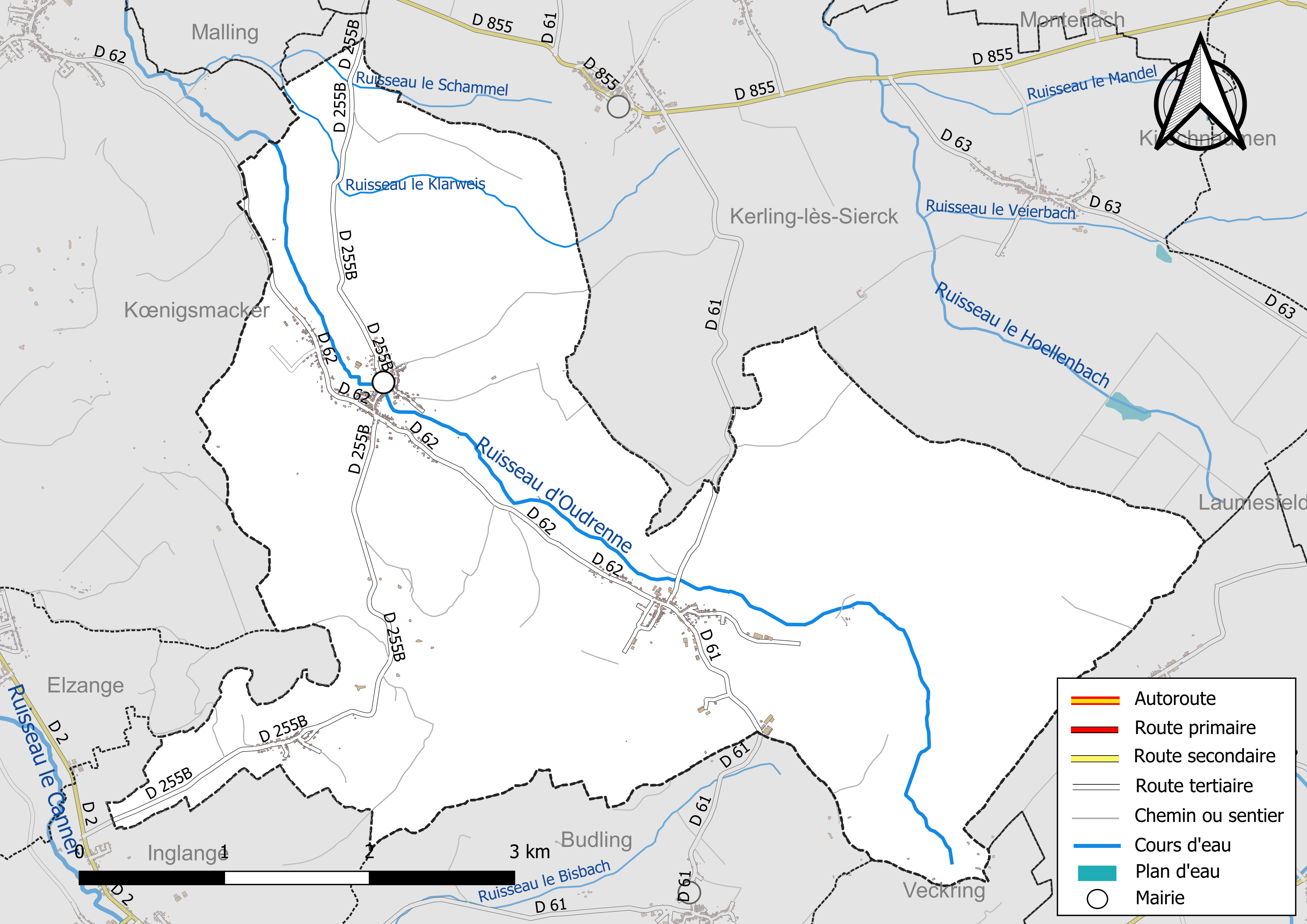
Réseaux hydrographique et routier d'Oudrenne.

La qualité des eaux des principaux cours d’eau de la commune, notamment du ruisseau d'Oudrenne, peut être consultée sur un site dédié géré par les agences de l’eau et l’Agence française pour la biodiversité.

### Climat
Pour des articles plus généraux, voir Climat du Grand Est et Climat de la Moselle.
En 2010, le climat de la commune est de type climat des marges montargnardes, selon une étude du Centre national de la recherche scientifique s'appuyant sur une série de données couvrant la période 1971-2000. En 2020, Météo-France publie une typologie des climats de la France métropolitaine dans laquelle la commune est exposée à un climat semi-continental et est dans la région climatique  Lorraine, plateau de Langres, Morvan, caractérisée par un hiver rude (1,5 °C), des vents modérés et des brouillards fréquents en automne et hiver. 
Pour la période 1971-2000, la température annuelle moyenne est de 9,6 °C, avec une amplitude thermique annuelle de 17 °C. Le cumul annuel moyen de précipitations est de 782 mm, avec 12 jours de précipitations en janvier et 9,4 jours en juillet. Pour la période 1991-2020, la température moyenne annuelle observée sur la station météorologique de Météo-France la plus proche, « Malancourt », sur la commune d'Amnéville à 19 km à vol d'oiseau, est de 10,2 °C et le cumul annuel moyen de précipitations est de 884,1 mm. 
La température maximale relevée sur cette station est de 39,3 °C, atteinte le 25 juillet 2019 ; la température minimale est de −17,9 °C, atteinte le 5 janvier 1985,,. 
Les paramètres climatiques de la commune ont été estimés pour le milieu du siècle (2041-2070) selon différents scénarios d'émission de gaz à effet de serre à partir des nouvelles projections climatiques de référence DRIAS-2020. Ils sont consultables sur un site dédié publié par Météo-France en novembre 2022.

## Urbanisme

### Typologie
Au 1er janvier 2024, Oudrenne est catégorisée commune rurale à habitat dispersé, selon la nouvelle grille communale de densité à sept niveaux définie par l'Insee en 2022.
Elle est située hors unité urbaine. Par ailleurs la commune fait partie de l'aire d'attraction de Luxembourg (partie française), dont elle est une commune de la couronne,. Cette aire, qui regroupe 115 communes, est catégorisée dans les aires de 700 000 habitants ou plus (hors Paris),.

### Occupation des sols
L'occupation des sols de la commune, telle qu'elle ressort de la base de données européenne d’occupation biophysique des sols Corine Land Cover (CLC), est marquée par l'importance des forêts et milieux semi-naturels (50,6 % en 2018), une proportion sensiblement équivalente à celle de 1990 (50,2 %). La répartition détaillée en 2018 est la suivante :
forêts (50,2 %), terres arables (28,6 %), prairies (17,6 %), zones urbanisées (3,1 %), milieux à végétation arbustive et/ou herbacée (0,4 %). L'évolution de l’occupation des sols de la commune et de ses infrastructures peut être observée sur les différentes représentations cartographiques du territoire : la carte de Cassini (XVIIIe siècle), la carte d'état-major (1820-1866) et les cartes ou photos aériennes de l'IGN pour la période actuelle (1950 à aujourd'hui).

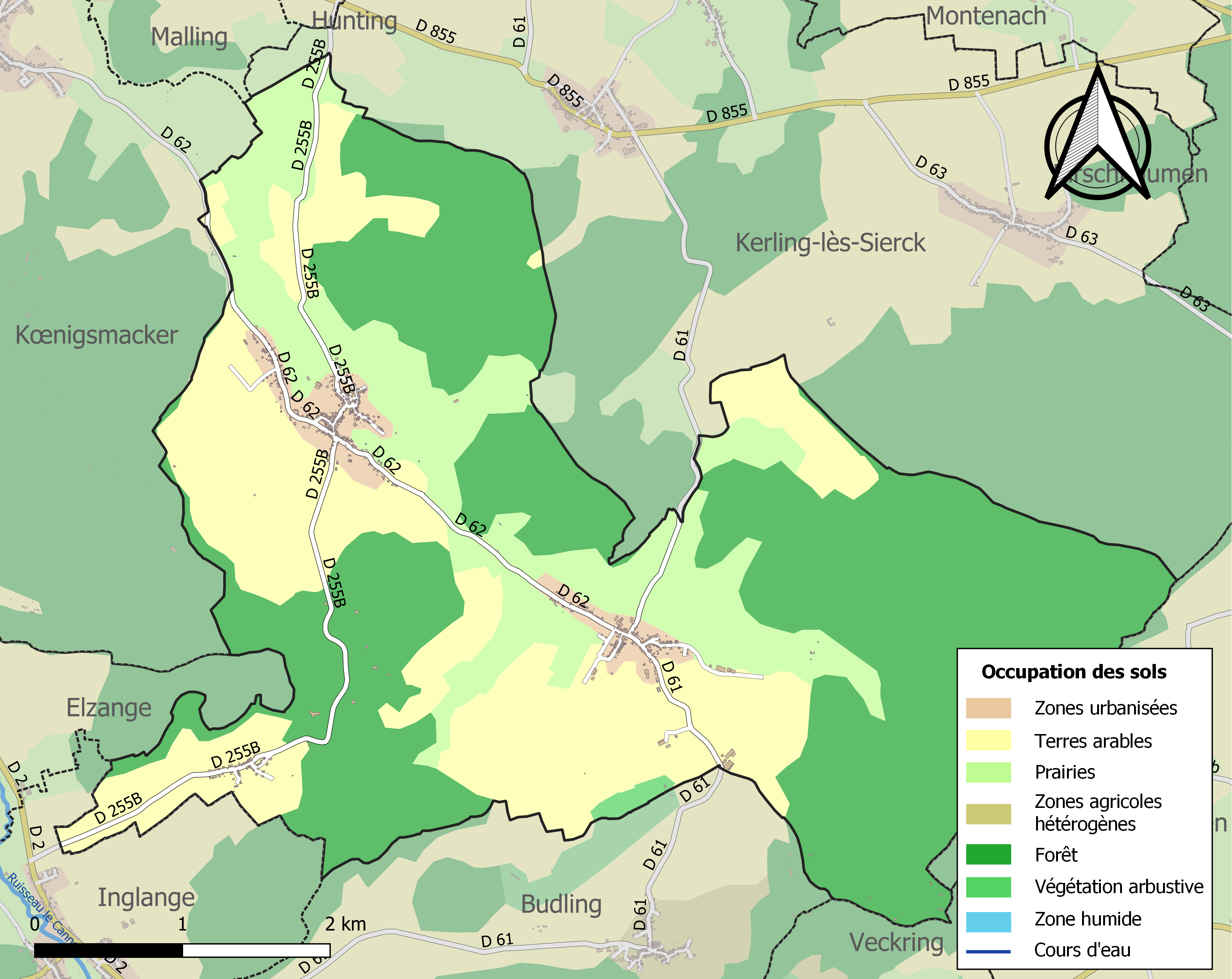
Carte des infrastructures et de l'occupation des sols de la commune en 2018 (CLC).

#### Forêts
La forêt est essentiellement constituée de chênes et de hêtres accompagnés de feuillus divers (charmes, frênes, merisiers…)
La surface de la Forêt communale est 334 hectares ; la Forêt domaniale de Sierck sur le ban d'Oudrenne de 270 ha ; une forêt indivise appartenant aux communes de Monneren, Saint François-Lacroix et Veckring de 166 ha ; le reste est composé de diverses forêts privées soit environ 260 ha.

## Toponymie
Oudrenne est citée pour la première fois lors de la création en 932 de la paroisse d'Oudrenne sous le nom d'Udera. Ce toponyme signifiant « Eau Vive » n'est pas un toponyme germanique. Il est possible qu'il soit celte car on peut rapprocher Udera du mot breton actuel dur signifiant eau. Il est même probable qu'il s'agisse là d'un toponyme préceltique, c’est-à-dire pré-indoeuropéen, à s'être maintenu en Europe occidentale. Ceci prouve en tout cas que la région d'Oudrenne est habitée depuis l'époque celtique et même probablement depuis le néolithique. Alors que Ernest Nègre y voit un nom de personne germanique féminin : Oderna.
Dans une déclaration de biens de l'abbaye de Mettlach au XIe siècle, on retrouve Oudrenne désigné par le nom de Udera Villa qui est visiblement une forme latine de l'ancien nom pré-germanique. Sur une carte datée de l'an 1200, on trouve pour la première fois la forme germanique Odern. Nous trouvons par la suite Oderen en 1384, Oudern en 1579, Udern en 1594, Uderen au cours du XVIIe siècle, Oderen en 1689, Oudern au XVIIIe siècle, pour la première fois la forme actuelle d'Oudrenne en 1756 et enfin la forme Oudren en 1793. Lors de l'annexion allemande de 1871, Oudrenne reprend une forme germanisée : Udern. Au retour des Français en 1918, le village reprend la forme de 1756 : Oudrenne.
Le véritable nom d'Oudrenne, celui employé par la population germanophone du village (en francique lorrain) est Uderen avec l'accent tonique sur le U long initial.
Également, son nom allemand est Udern.

## Bref historique
Oudrenne est un village de l'ancienne prévôté de Sierck, ancienne possession de l'abbaye de Mettlach, situé sur la rive droite de la Moselle à 15.5 km à l'est de Thionville et à 5.9 km à l'est de Kœnigsmacker.
Siège d'un fief de haute moyenne et basse justice sous l'ancien régime, formant aujourd'hui une commune ainsi qu'une paroisse, Oudrenne comprend actuellement deux annexes qui furent au début du siècle dernier communes à part entière :  Lemestroff et Breistroff-la-Petite.
La commune était à l'origine d'une étendue plus importante que de nos jours. Elle comprenait outre les annexes actuelles de Lemestroff et de Breistroff-la-Petite les agglomérations suivantes : Hunting, Hettange-Petite, Monneren, Wrentligen et Dodenhofen. Les villages de Wrentligen et Dodenhofen furent anéantis pendant la guerre de Trente Ans et n'existent plus aujourd'hui.
Oudrenne fait actuellement partie du canton de Metzervisse et de l'arrondissement de Thionville.
La paroisse est consacrée depuis 1767 à sainte Marguerite dont la fête est le 20 juillet.

## Histoire
La paroisse d'Oudrenne est une de ces anciennes paroisses du haut pays Sierckois dont les origines remontent si loin dans le temps qu'elles se confondent avec la légende religieuse médiévale. Elle est intimement liée à la grande métropole tréviroise qui a été la mère et la fondatrice de nombre de succursales dans les pays rhénans et mosellans.
Les débuts de l'église de Trèves, avec les saints Eucaire et Paulin, datent de la seconde moitié du IIIe siècle. Depuis cette époque, la série de ses évêques nous est pratiquement connue sans continuité. Or, parmi cette noble phalange, nous relevons un nom qui mérite une attention toute particulière, car il est celui du premier personnage qui entre dans l'histoire de la paroisse d'Oudrenne, c'est saint Liutwin.
Du temps du roi Childebert IV (695 - 711) vivait à la cour de Bourgogne un jeune noble auquel le roi avait confié le duché de la Gaule belgique, les Pays-Bas actuels. Il s'appelait Lutwinus (Liutwin = Leutewein = la joie du peuple). D'après Théofrid d'Echternach, son biographe, il était le neveu de saint Basin, évêque de Trêves (671 - 695). De son alliance avec une princesse, il eut un fils, Milan, qui sera un jour peut célèbre successeur sur le siège métropolitain de Trèves. Touché par le mouvement monastique de son époque, Liutwin quitta les honneurs de la cour, se fit cénobite et fonda alors un petit ermitage en un lieu désert et inaccessible dans l'étroite vallée de la Sarre. Il le dédia à saint Denis dont il avait obtenu quelques reliques de son oncle de Trèves. Ce dernier vint d'ailleurs lui-même bénir cet oratoire un 9 septembre, fête du saint titulaire.
Robert était un prince de la dynastie salienne. Frère de la reine Mathilde (890 - 968), épouse de l'empereur Henri l'Oiselier, il fut oncle et chapelain à la fois d'Othon le Grand. En accédant au siège épiscopal de Trèves, il se dépensa généreusement à la restauration du monarchisme dans son diocèse, grâce surtout aux abbayes de Notre-Dame et Saint-Maximin à Trèves et par le monastère de Mettlach. Parmi ses nombreux fiefs figure un domaine sis en bordure de la Moselle, d'importance moyenne, qui semble avoir été primitivement un bien-fonds royal passé ultérieurement dans le temporel trévirois. C'était la terre d'Udera, plus tard Oudrenne. Un groupement assez important de serfs y vivait et tirait sa modeste subsistance d'une terre pauvre et ingrate. Ces serfs étaient les descendants des colons francs qui s'étaient établis dans notre région 450 ans plus tôt. Ils parlaient le moyen francique, langue qui allait devenir le « platt ». À cette époque, un lieu de culte y manquait. Robert y pourvut.
Le dimanche 26 février 932, quinta halendas martii, il vint lui-même à Oudrenne et y consacra la petite église, une des premières de la basse vallée de la Moselle. Par la même occasion, il fit don de cette église, c’est-à-dire de cette paroisse, à l'abbaye de Mettlach. La charte de consécration précise nettement que l'archevêque Robert consacra cette église « in honorem sancti Liutwini archiepiscopi, cuius etiam res ipsius villae esse noscuntur et dotata uno manso cum mancipiis presentialiter super sedentibus ».
Cette église fut dédiée à saint Liutwin, archevêque. Ses revenus sont définis. De plus, elle est dotée d'une manse de terre avec les serfs qui habitent pour le moment.
Par cet acte, l'abbé de Mettlach devenait seigneur foncier de la terre d'Oudrenne. Il était également justicier, collateur et décimateur, c’est-à-dire qu'il portait le titre de curé du lieu, mais désignait un prêtre qui le remplaçait dans la localité. Un des premiers desservants de la paroisse d'Oudrenne parait au XIe siècle sous le nom de Robert. L'étendue de la jeune paroisse d'Oudrenne était beaucoup plus importante que de nos jours. Elle comportait déjà au moment de sa fondation les agglomérations suivantes : Lemestroff, Breistroff la Petite, Hunting, Petite-Hettange, Monneren et les deux localités disparues de Dodenhofen et de Wrentelingen.
L'importance de l'acte de 932 est capitale pour la paroisse d'Oudrenne. Dorénavant et pendant plus de huit siècles, ses destinées seront étroitement liées à celles de l'abbaye de Mettlach. Son passé est si varié que chaque détail mérite un intérêt particulier.
Seigneur temporel et spirituel à la fois du domaine d'Oudrenne, l'abbé de Mettlach en assumait les charges et en jouissait des revenus.
Au temporel, l'administration du domaine fut confiée par l'abbé de Mettlach à l'archevêque de Trèves dont il tenait d'ailleurs le fief. Au XIIe siècle, ladite vouerie passa aux comtes de Sarrebruck qui la possédait encore en 1327. Plus tard nous trouvons les seigneurs du Moncler comme voués à Oudrenne. Par son mariage avec Jacques de Sierck (1365-1386), Elisabeth de Moncler (1370-1424) apporta, entre autres la vouerie d'Oudrenne dans la famille de Sierck. La maison de Lorraine possédait déjà de longue date des biens sur la terre d'Oudrenne. En 1265, nous voyons le duc de Lorraine offrir l'abbaye de Viller-Bettnach le franc-alleu qu'il possédait à Lemestroff. Depuis lors, les droits du duc s'étendirent en ce domaine. Un record de justice daté de 1431 à Oudrenne cite les droits du duc de Lorraine en ce lieu et nomme également son voué, c’est-à-dire Arnold de Sierck. Voici donc les seigneurs de Sierck devenus voués de Lorraine et de Mettlach à Oudrenne. Cette situation durera près de deux siècles. Petit à petit ils en acquirent également la haute et moyenne justice, abandonnant à l'abbaye de Mettlach la simple justice foncière.
En 1579, le fief d'Oudrenne fut engagé aux seigneurs de Varsberg pour la somme de 4 600 florins. En 1594 Oudrenne passa pour moitié dans la sous-prévôté de Sierck tandis que l'autre moitié appartenait à la seigneurie de Mensberg.
Les successeurs des seigneurs de Sierck dans la vouerie d'Oudrenne furent les barons d'Eltz, et après eux, la famille Schenk de Schmittbourg, au cours du XVIIIe siècle.
De Lorrain qu'il était, le village d'Oudrenne devint Français, par le traité du 28 février 1661 à Vincennes (traité de vincennes). Les employés de la ferme du roi vinrent alors s'installer à Oudrenne. Quant à l'abbé de Mettlach, il y gardait ses droits de seigneur foncier. C'est en cette qualité que nous seul voyons, en 1735, rendre foi et hommage au Roy de France, à Metz, pour sa terre d'Oudrenne.
À côté du droit de justice, le seigneur foncier d'Oudrenne possédait le droit de lever la dîme sur son domaine. Ici comme partout ailleurs au Moyen Âge et sous l'ancien régime, cette épineuse question a toujours donné lieu à d'innombrables contestations, et à de nombreux litiges. Bornons nous au plus essentiel.
Le plus censier de Mettlach précise entre autres les redevances auxquelles étaient assujettis les manants d'Oudrenne : impositions en espèces et en nature, en toute saison, pour tous les serfs du lieu : « Douze deniers par ménage à la Saint-Martin, six derniers à Noël une année, deux la suivante et ainsi alternativement, cinq dernier encore pour le mois de mai, pour Noël deux chapons, à Pâques un chapon et quinze œufs, trois semaines de corvée au mois de décembre, deux en janvier, une en février, deux en avril, une en mai, trois jours de corvée supplémentaire par an et par foyer, un charroi de blé vers Mettlach par ménage au mois d'août, un charroi de vin au mois d'octobre, etc. ».
Ces redevances sont rappelées régulièrement à l'occasion de quelques litiges et tous le ans aux plaids annaux. L'excommunication menace même celui qui tenterait l'envie de déroger à ces obligations: « Et qui hoc irritare amplius studuerit, idem beate memorie episcopus Ruotpertus anathematizavit. Sciant ergo se sub anathema esse, quicunque hoc studuerit adnihilare »
La masse de la dîme variait régulièrement selon la fertilité de l'année ou l'importance des récoltes. Ordinairement, ces dîmes étaient mises en adjudication et le produit de cette opération versé à la mense abbatiale.
En 1697, sous le régime français, les dîmes royales rapportaient à Oudrenne 16 maldres de blé, 6 d'avoine et autant d'orge.
À la fin du XVIIIe siècle, Mettlach ramassait à Oudrenne et Budling environ 180 maldres de blé, 30 d'orges, 10 de fèves et de pois chiches, 100 maldres d'avoine, 20 hottes de vin et 4 porcs gras. Les rentes étaient évaluées 6654 livres. Ajoutons encore à cela le droit de mainmorte, le droit aux amendes et aux paves, tous droits que l'abbaye exerçait au pays, et nous auront sensiblement la somme des revenus de Mettlach à Oudrenne.
Ces dîmes étaient réparties de la façon suivante : l'abbaye de Mettlach percevait les deux tiers de toutes les dîmes ; un sixième des grosses dîmes revenait au chapitre de la cathédrale de Trèves et autant au curé qui avait droit encore à un tiers des petites dîmes à Oudrenne, Lemmestroff, Petite-Hettange et Petite-Breistroff. À Hunting, le curé percevait un neuvième des grosses dîmes et un sixième des petites. C'était ce qu'on appelait la portion congrue.
Dans un recensement daté de l'an 1789 on signale pour le village d'Oudrenne 531 habitants, 57 maisons, 0 tuilerie, 1 moulin, 0 usine, 251,34 hectares de prairies, 0 hectare de vigne, 2,09 hectare de jardins et de chenevières, 274,74 hectares de bois particuliers soit au total 538,61 hectares auxquels il faut rajouter 109,59 hectares de bois nationaux.
Dans un autre recensement daté de 1817, on compte pour Oudrenne 488 habitants, 57 maisons et un moulin à farine.
État encore plus détaillé en 1844 où on signale une population de 550 habitants ainsi que 121 maisons. L'école d'Oudrenne est cette année-là fréquentée par 32 garçons et 32 filles. L'instituteur a un revenu de 270 F, le village comprend 404 hectares 97 ares de terres labourables, 38 hectares 79 ares de prés, 194 hectares de bois et 4 hectares de vigne. Il existe un moulin à farine. on signale en plus que le ruisseau qui traverse le village a un pont à 3 arches et qu'il forme 4 km plus loin un étang où l'on trouve de belles écrevisses. Le terrain produit à cette époque du blé, du chanvre de bonne qualité mais le vin est médiocre. Le village possède une tuilerie établie en 1826 qui fabrique en 1844 annuellement 200 000 tuiles creuses ou briques.
Le village semble bien prospérer au cours du XIXe siècle puisqu'en 1852 on signale déjà 975 habitants. L'école accueille 75 filles et 80 garçons. Le village contient 190 maisons, 65 granges, 1 ferme, 150 chevaux, 12 fontaines et un puits publics. Les revenus communaux s'élèvent à 940 F. On trouve dans les bois beaucoup de gibier et de lièvres. On signale encore qu'Oudrenne peut en cas de mobilisation de troupes loger 200 hommes et 50 chevaux.

### La population
C'est dans les registres paroissiaux qu'on trouve un grand nombre de noms de personnes ayant habités Oudrenne autrefois. On ne trouve malheureusement aucun registre antérieur à la guerre de Trente Ans. Comme dans la plupart des communes de la région de Thionville, ils n'ont pas réchappé au massacre. Il y a eu de plus une période trouble après la guerre de Trente Ans pendant laquelle les registres ne furent pas tenus, car dans beaucoup de villages il ne restait plus qu'une poignée d'habitants qui essayaient de survivre tant bien que mal.
Les premiers registres paroissiaux d'Oudrenne ne remontent qu'à 1688. En feuilletant les registres paroissiaux de 1688 à 1700, on peut se faire une idée des noms que portaient les personnes qui habitaient Oudrenne au début du XVIIIe siècle. Un grand nombre de ces familles habitent Oudrenne encore aujourd'hui. Voici la liste recueillie :
Millinger, Specht, Julywall ou Julywal ou Jolivald, Nicolai, Syndt, Nenich, Hensgen, Marganche, Graaf, Paradeyx, Dapp, Aulner, Bock, Koolen, Recht, Kerrn ou Kern, Knaab, Weisdorffer, Ness, Weisdorf, Schmitt, Muller, Kinzinger, Fick ou Fucks, Sturm, Eich ou Eisch, Kaufmann, Junk, Baach, Becker, Hombourger, Schneider, Zimmerman, Schirmer, Weys, Sybil, Kool, Strapp, Weber, Buringers, Mansiong, Nockles, Paternoster, Fatteler, Girking ou Girkeng, Bell ou Biel, Scharf, Kaichinger, Tyriong, Schucher, Retzinger, Vigneron, Trapp, Weingartner, Koch, Tettinger, Ney, Schuder, Koun.
En feuilletant les registres paroissiaux de 1780 à 1789, on peut voir les noms des familles qui vivaient à Oudrenne un siècle plus tard à la veille de la Révolution. Il s'agit des familles suivantes :
Dapp ou Dap, Schuder ou Schouder, Legill, Scneider, Kinsinger, Kintzinger ou Kintziger, Nennig, Jolivalt, Weber, Guirckinger, Eich, Martin, Masion, Mansion ou Mansiong, Benedict, Schirmer, Ney, Montenach, Vigneron, Keip, Ries, Hirtz, Mallinger, Spierquel, Clans, Theis, Jost, Reyart, Fhits, Mich, Rabeisen, Bruch, Nagelschmidt, Adelvin, Nospelt, Kromphols, Engeldorff, Giringer, Bolzinger, Kromp, Muller, Bottevingt, Becker, Braun, Jungfleisch, Simus, Thyry, Brabant, Long, Kleiner, Jager, Mineweg, Sint, Hensgen, Schmitt, Hamenthienne.

### Les maires
C'est pendant la Révolution française que l'abbaye de Mettlach perdit ses droits sur Oudrenne car à cette époque les biens du clergé furent confisqués. Oudrenne devint donc une commune administrée non plus par l'abbé de Mettlach mais par un maire. La liste des maires de 1823 à nos jours a été retrouvée.

## Politique et administration
| Période                                  | Période       | Identité           | Étiquette | Qualité |
| ---------------------------------------- | ------------- | ------------------ | --------- | ------- |
| 1823                                     | 1826          | Nicolas Jolivalt   |           |         |
| 1826                                     | 1837          | Jean Theis         |           |         |
| 1837                                     | 1847          | Jean Schneider     |           |         |
| 1847                                     | 1848          | Jean Jolivalt      |           |         |
| 1848                                     | 1852          | Jean Eich          |           |         |
| 1852                                     | 1856          | Jean Schneider     |           |         |
| 1856                                     | 1863          | Jean Nennig        |           |         |
| 1863                                     | 1865          | François Ney       |           |         |
| 1865                                     | 1871          | Jean Nennig        |           |         |
| 1871                                     | 1881          | Adam Theis         |           |         |
| 1881                                     | 1886          | Bernard Becker     |           |         |
| 1886                                     | 1896          | François Ney       |           |         |
| 1896                                     | 1913          | Nicolas Cordel     |           |         |
| 1913                                     | 1918          | Pierre Theis       |           |         |
| 1918                                     | 1919          | Jean Weber         |           |         |
| 1919                                     | 1929          | Jacques Clement    |           |         |
| 1929                                     | 1953          | Jean Jolivalt      |           |         |
| 1953                                     | 1965          | Lucien Theis       |           |         |
| 1965                                     | mars 1977     | Michel Guirkinger  |           |         |
| mars 1977                                | mars 2001     | Albert Kintzinger  |           |         |
| mars 2001                                | mars 2014     | Ghislaine Hirtz    | UMP       |         |
| mars 2014                                | novembre 2019 | André Thiria       |           |         |
| novembre 2019                            | En cours      | Bernard Guirkinger |           |         |
| Les données manquantes sont à compléter. |               |                    |           |         |

## Démographie
L'évolution du nombre d'habitants est connue à travers les recensements de la population effectués dans la commune depuis 1793. Pour les communes de moins de 10 000 habitants, une enquête de recensement portant sur toute la population est réalisée tous les cinq ans, les populations de référence des années intermédiaires étant quant à elles estimées par interpolation ou extrapolation. Pour la commune, le premier recensement exhaustif entrant dans le cadre du nouveau dispositif a été réalisé en 2007.

En 2022, la commune comptait 730 habitants, en évolution de −0,82 % par rapport à 2016 (Moselle : +0,52 %, France hors Mayotte : +2,11 %).
| 1793 | 1800 | 1806 | 1821 | 1836 | 1841 | 1861 | 1866 | 1871 |
| ---- | ---- | ---- | ---- | ---- | ---- | ---- | ---- | ---- |
| 464  | 531  | 527  | 893  | 973  | 975  | 907  | 944  | 878  |

| 1875 | 1880 | 1885 | 1890 | 1895 | 1900 | 1905 | 1910 | 1921 |
| ---- | ---- | ---- | ---- | ---- | ---- | ---- | ---- | ---- |
| 851  | 815  | 757  | 723  | 706  | 677  | 708  | 663  | 601  |

| 1926 | 1931 | 1936 | 1946 | 1954 | 1962 | 1968 | 1975 | 1982 |
| ---- | ---- | ---- | ---- | ---- | ---- | ---- | ---- | ---- |
| 606  | 766  | 600  | 498  | 514  | 586  | 576  | 545  | 576  |

| 1990 | 1999 | 2006 | 2007 | 2012 | 2017 | 2022 | - | - |
| ---- | ---- | ---- | ---- | ---- | ---- | ---- | - | - |
| 663  | 692  | 731  | 736  | 736  | 740  | 730  | - | - |

## Culture locale et patrimoine

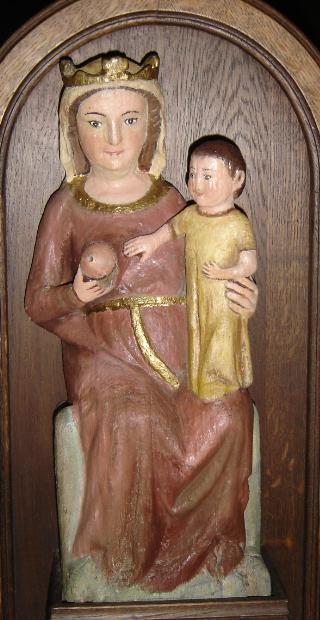
Notre-Dame-de-Rabas.

### Lieux et monuments
- Tuilerie 1826.

#### Édifices religieux
- Église paroissiale Sainte-Marguerite. L'église primitive consacrée en 932 ; reconstruite en 1767, date portée, avec changement d'orientation, agrandie fin XIXe siècle : autel XVIIIe siècle, chaire baroque, orgue XVIIIe siècle.
- Chapelle Saint-Erasme, Notre-Dame à Breistroff la petite, construite en 1828, date portée par le linteau de la porte, à la place d'une chapelle détruite.
- Chapelle Sainte-Catherine à Lemestroff, construite au XIXe siècle et qui remplace une chapelle détruite.

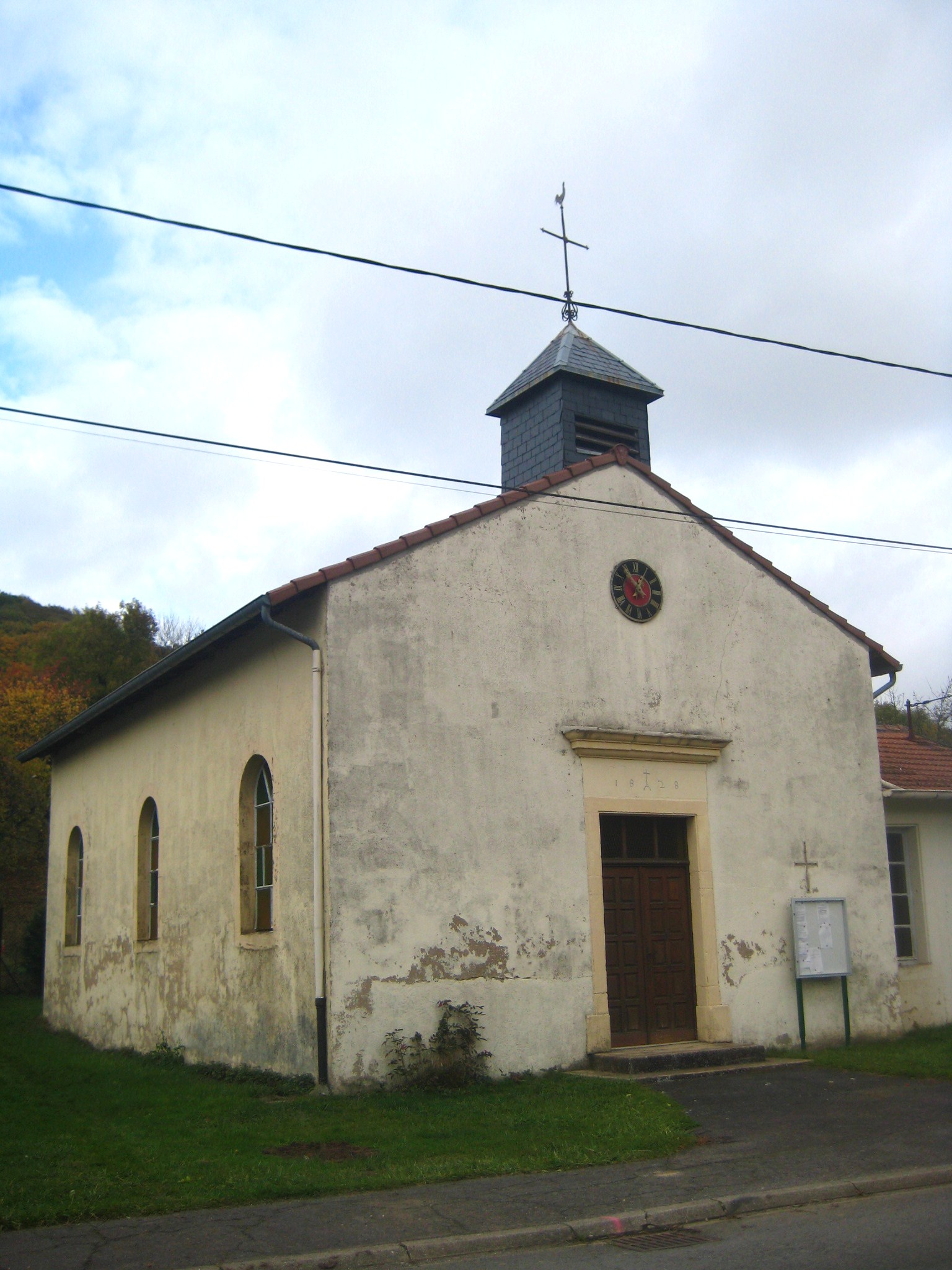
Chapelle Saint-Erasme à Breistroff-la-Petite.
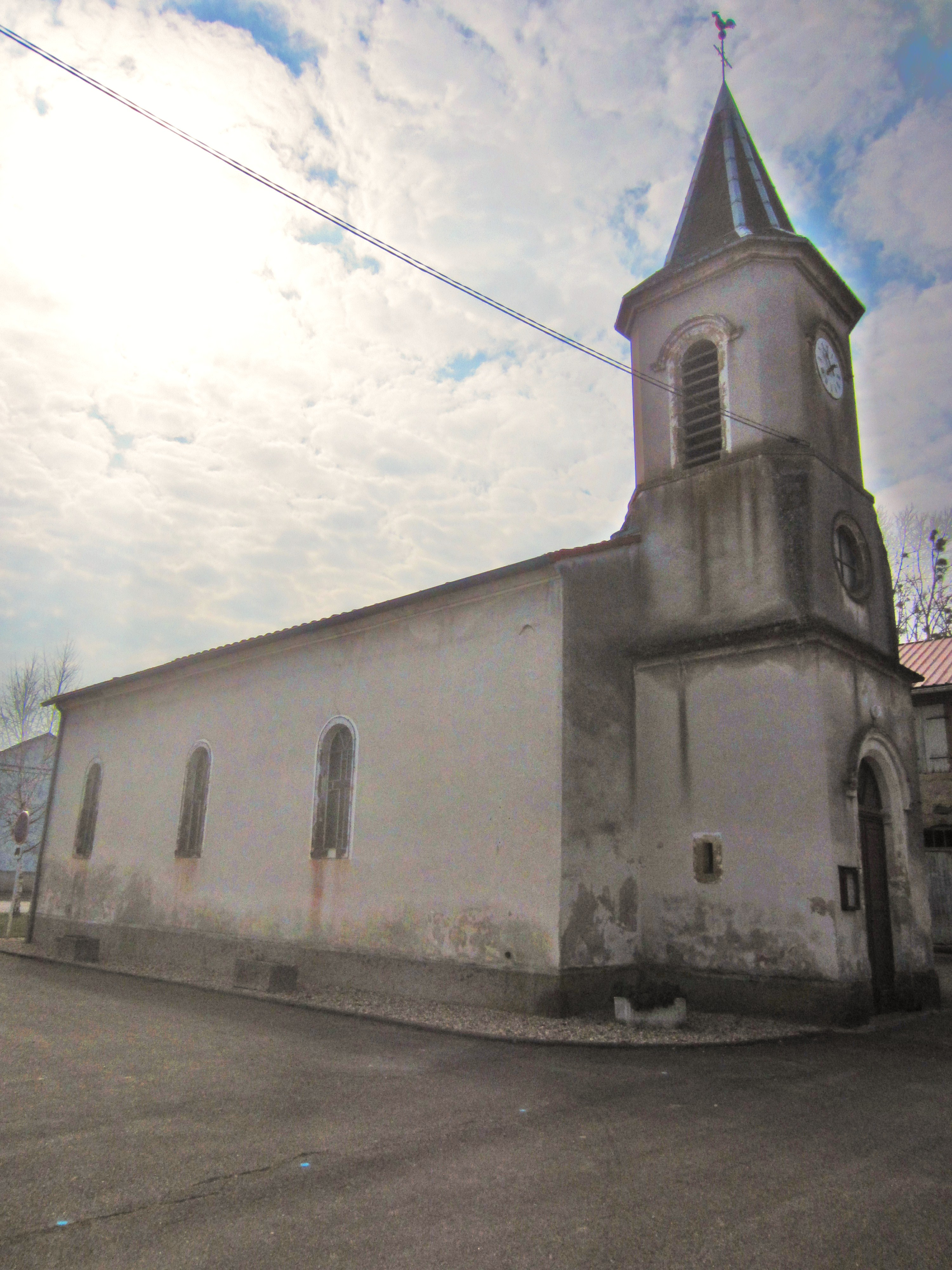
Chapelle Sainte-Catherine à Lemestroff.

### Les pèlerinages
D'étroits liens ont toujours uni le village au monastère de Mettlach. En tout temps, cette filiation s'est manifestée concrètement par la participation de la communauté au pèlerinage annuel à l'abbaye de Saint-Liutwin. Notre paroisse n'était pas la seule à avoir été astreinte à ce déplacement. 76 localités des rives proches ou lointaines de la Sarre faisaient annuellement ce voyage. L'abbé de Mettlach ne faisait pas exception en exigeant ce pèlerinage de ses fidèles. D'autres abbayes firent de même.
On a pu se demander quelle était l'origine de cette coutume. Au Moyen Âge, c'était un droit de chaque seigneur, suzerain, en son domaine, d'exiger de ses manants une reconnaissance de cette vassalité par quelque geste ou manifestation extérieure. L'abbé de Mettlach, suzerain en son vaste fief, agissait de même en conviant une fois par an ses manants à l'abbaye de Mettlach.
C'était un déplacement ordinairement assez pénible...
Les paroissiens d’Oudrenne et environs viennent en pèlerinage à Notre-Dame-de-Rabas près de (Vigy) le mercredi après la Fête-Dieu. À Rabas, on trouve une chapelle du même nom et la source dite de « Charlemagne ».

### Personnalités liées à la commune
- Bernard Guirkinger (né en 1952), ingénieur, administrateur et dirigeant de sociétés.

### Héraldique
| Blason de Oudrenne | Blason  | De gueules à la clef contournée d'or, à la crosse d'argent brochant en bande. |
| Blason de Oudrenne | Détails | Le statut officiel du blason reste à déterminer.                              |